# Stołypino (obwód saratowski)
Stołypino (ros. Столыпино) – wieś (sieło) w Rosji, w obwodzie saratowskim, w rejonie bałtajskim. W 2010 liczyła 670 mieszkańców.

## Urodzeni
- Maksim Starostin – radziecki polityk i wojskowy.